# نبوت سيف
نبوت سيف هو نوع من أنواع التمور تشتهر به منطقة نجد وبالتحديد منطقة القصيم بالمملكة العربية السعودية.
يحتوي على  77.2% من السكريات الأحادية (% من الوزن الجاف). و 1.05% من السكريات الثنائية (% من الوزن الجاف) و 78.25% من السكريات الكلية  (% من الوزن الجاف).